# Первая война чикасо
Первая война чикасо, также Первая франко-чикасавская война — вооружённый конфликт между индейским племенем чикасо с одной стороны, и французской колонией Луизиана и племенем чокто с другой. 

## Предыстория
После окончания Войны ямаси чикасо смогли сохранить хорошие отношения с англичанами и приток товаров из Каролины продолжался. Вступивший на пост губернатора Луизианы Жан-Батист Ле Муан де Бьенвиль потребовал от чикасо прекратить торговлю с англичанами, но не смог добиться результатов. 
Чикасо, занимающие стратегически важный район между Луизианой и Иллинойсской Землёй, могли в любой момент прекратить сообщения между ними, что делало их желанными союзниками англичан. Со своей территории в районе современного города Мемфис они нередко атаковали французские корабли, плывущие по Миссисипи. Это побуждало французские власти принимать меры по обеспечению безопасности своих речных караванов. Не имея достаточно средств и ресурсов, Бьенвиль вооружил воинов-чокто и послал их против враждебного племени.

## Ход войны
Открытая война между чикасо и Луизианой началась в июле 1720 года, когда проанглийски настроенные члены племени убили Серинье, французского офицера, посланного к ним Бьенвилем. Серинье был объявлен шпионом, поскольку велась война с чокто. После этого чикасо блокировали движение по Миссисипи, начав нападать на суда французов. На следующий год губернатор Луизианы объявил, что за скальпы и пленников чикасо будет выплачиваться награда.
Чикасо ответили серией ударов по поселениям чокто и французов. Весной 1722 года они напали на группу поселенцев у реки Миссисипи, убив двух и ранив одного. Близ форта Язу ими была захвачена семья сержанта Ритера. В ответ чокто разорили крупнейшую деревню своих врагов, Йанеку, перебив 400 и пленив ещё 100 человек, уцелевшие были вынуждены бежать к англичанам. Сторонники мира с французами среди чикасо отправились на переговоры с Бьенвилем. Они явились к коменданту форта Язу, вручив ему трубку мира, но это не приостановило военные действия.
Бьенвиль организовал отдельные роты из воинов-чокто, которыми командовали французские офицеры. В январе 1723 года чокто совершили большое вторжение в земли своих врагов, практически полностью уничтожив три селения. Летом того же года группа чикасо прибыла к чокто, предлагая прекратить войну. Некоторые лидеры чокто поддержали мирное предложение и стали побуждать французские колониальные власти к примирению. Военный совет колонии провёл в июле 1723 года специальное совещание, по итогам которого, отказался закончить войну.
В конце 1724 года чикасо вновь послали калюмет чокто. Руководство Луизианы в этот раз было более склонно к примирению. Снабжение Иллинойса страдало из-за блокады чикасо, кроме того, была вероятность того, что чокто заключат мир со своими врагами без согласия французов. В начале следующего года власти французской колонии согласились на перемирие и отозвали роты чокто.

## Итоги
Первая война между французами и чикасо была по-сути войной между чикасо и чокто, колониальные войска Луизианы и французские поселенцы мало принимали в ней участия. Война мало что изменила — чикасо продолжили свою торговлю с англичанами и не считали себя побеждёнными; мир в Луизиане тоже не наступил, поскольку обострились отношения с натчезами.